# ユリウス＝クラウディウス朝

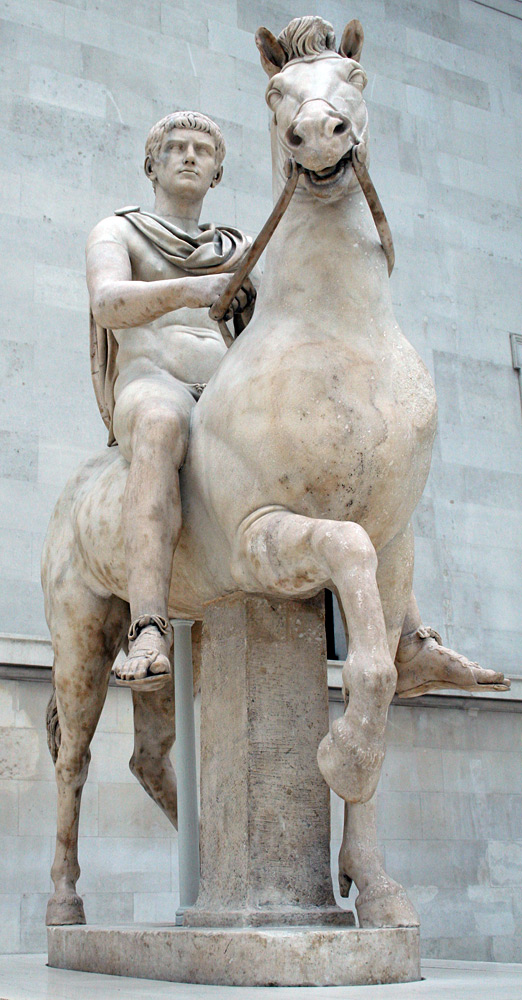
ユリウス＝クラウディウス朝を象徴する「若き青年と馬」の大理石像

ユリウス＝クラウディウス朝（ユリウス＝クラウディウスちょう、英語:Julio-Claudian dynasty）は、古代ローマ帝国の王朝で、初代皇帝アウグストゥスに始まる5人の皇帝（アウグストゥス、ティベリウス、カリグラ、クラウディウス、ネロ）の治世を指す。
紀元前27年から紀元68年まで約100年間続いた。

## 概要
ローマ崩壊まで長きにわたり続くことになる帝政ローマの基盤を築き上げた王朝ではあるが、その治世についてはタキトゥスやスエトニウスを初めとする同時代の歴史家たちから一貫して批判的に評された（ただし共和制に対する擁護が背景にあることを踏まえておく必要がある）。
| 「                            | …かつてのローマにおける支配者達が敗れ行く様子は、優れた歴史家達によって記録された。そうした歴史家達の誰もがアウグストゥスの治世を喜んで記述する事はなく、その後のティベリウス、カリグラ、クラウディウスの時代に至っては嘘で埋め尽くされた。そしてその皇帝が死ぬと鬱憤を晴らすように真実を書き連ねるのが常だった。 | 」 |
| —タキトゥス（『年代記』より） | |    |

また、ユリウス＝クラウディウス朝に関することで特徴的なのは、どの君主も直系の嫡男を皇帝（後継者）にできなかったという点である。アウグストゥス死後、子孫たちはその血統を維持するために傍系や外戚による複雑な継承を行った。彼らの王朝は「ユリウス＝クラウディウス朝」と呼ばれるが、これはアウグストゥスの属するユリウス氏族による世襲が途絶えた後、外戚であったクラウディウス氏族の人物が継承したことを示している。
ただし、途絶えたのはあくまで「アウグストゥスの系譜」であって、ユリウス氏族自体は元から他の支流が無数に存在している。そもそも氏族という概念はいわゆる家族（一族）とは縁深いものの、同一の概念ではない。家族が強い血縁関係で結ばれた血族であるのに対し、氏族はその複数の一族にとっての「共通の祖先」が誰であるかという概念でまとまる集団である。それは太古の偉人である場合もあれば、神話的な要素を持った神や英雄であったりするものであり、単純な血縁という意味では遠い（他人に近い）ことも稀ではない。
つまり、日本における氏（ウヂ）に近い制度であり、従って同じユリウス氏族でもアウグストゥスと縁が遠ければ帝位継承とはならず、氏族上は異なっても血縁上は近いクラウディウスらが即位したのである。彼らの権力基盤は王朝名に掲げられている氏族よりも、アウグストゥス個人との連続性という「家系」であった。ローマ社会においては、こうした氏族名を家族名・個人名を併せて名乗る習慣があった。
とはいえ、家系という面でも「アウグストゥスの一家」の男系継承が途絶えていることに違いはない。さらに言えば、アウグストゥス自身も女系からの養子という形でカエサル家を継いでおり、厳密にはカエサリオンの死によってユリウス氏族カエサル家の男系継承は断絶している。

## 5皇帝の像

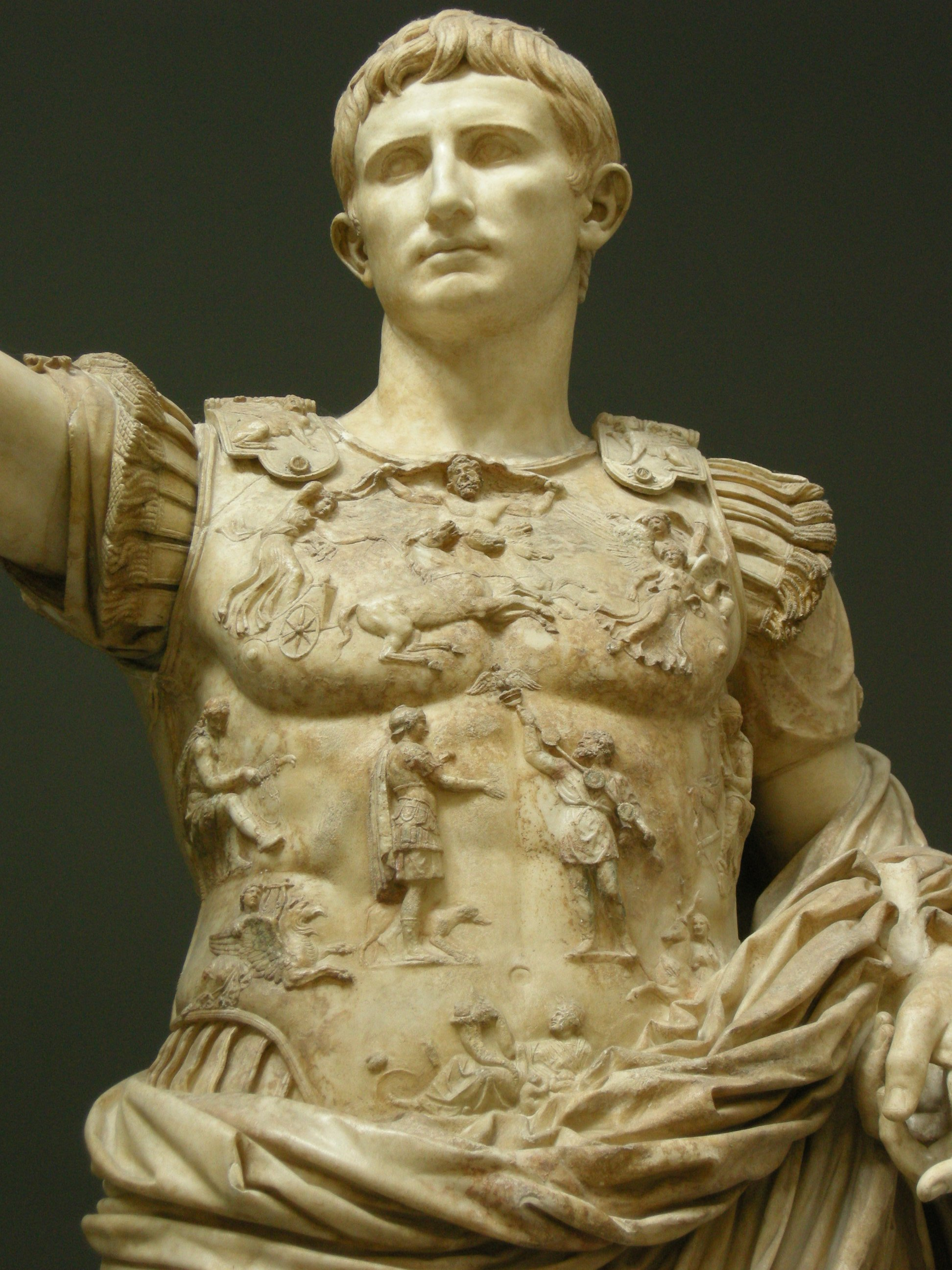
インペラトル・カエサル・ディウィ・フィリウス・アウグストゥス
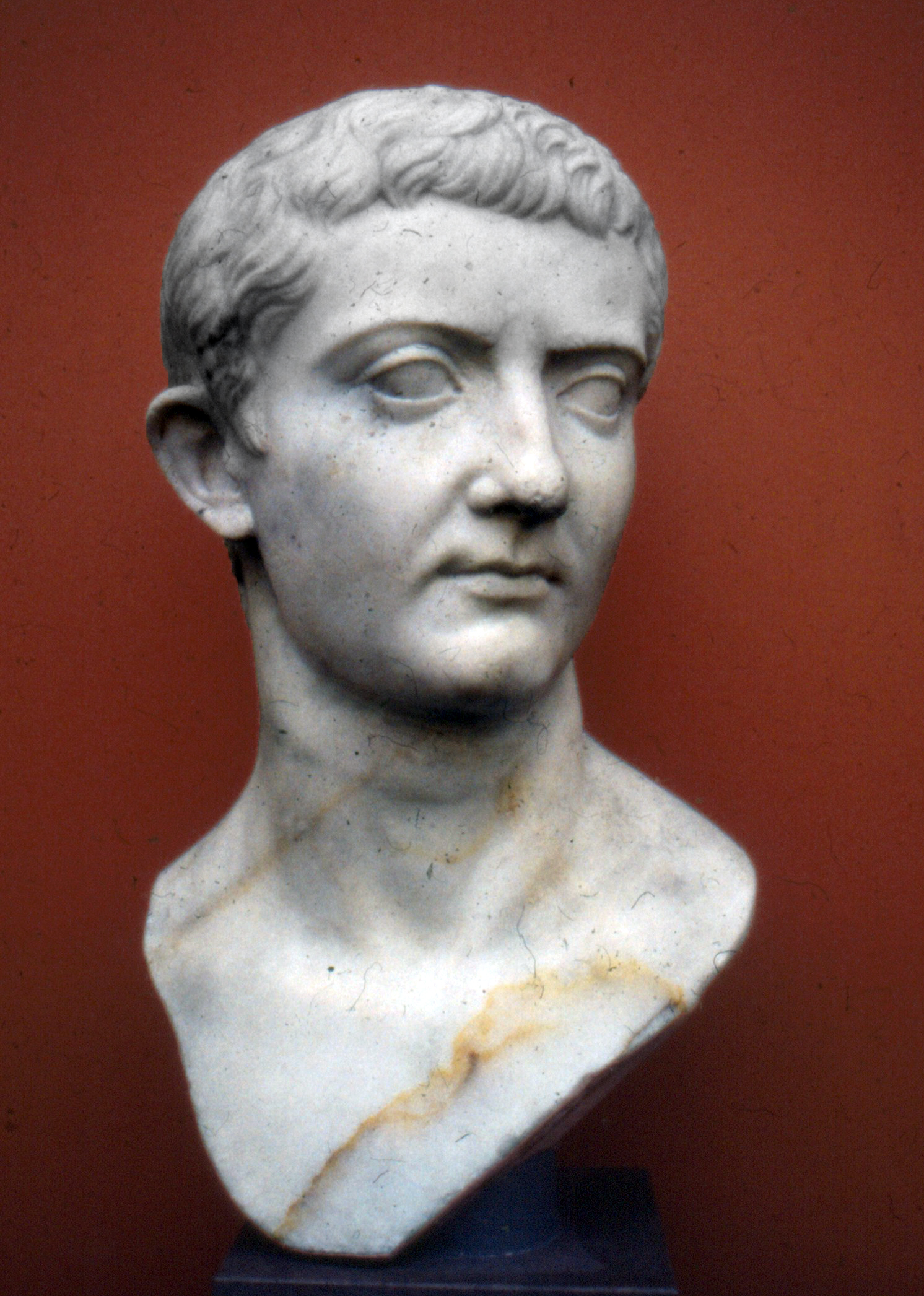
ティベリウス・ユリウス・カエサル・アウグストゥス
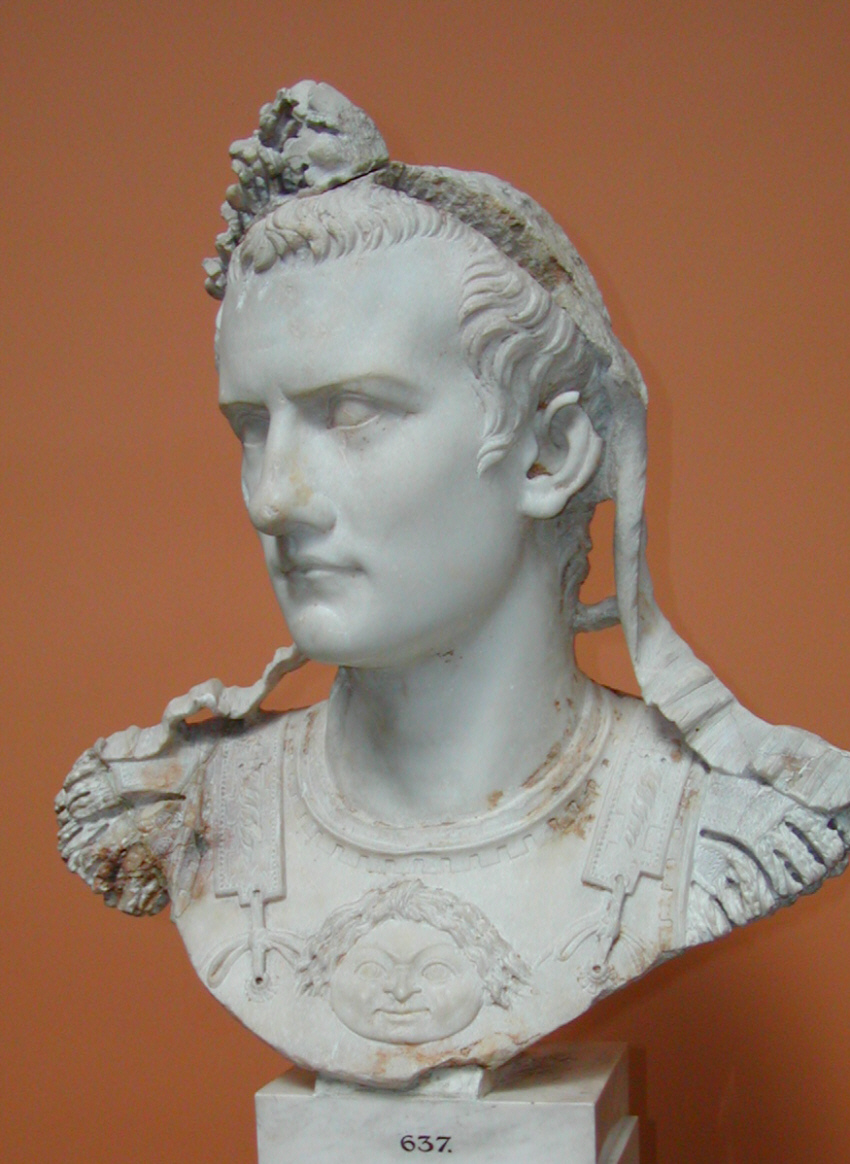
ガイウス・ユリウス・カエサル・アウグストゥス・ゲルマニクス
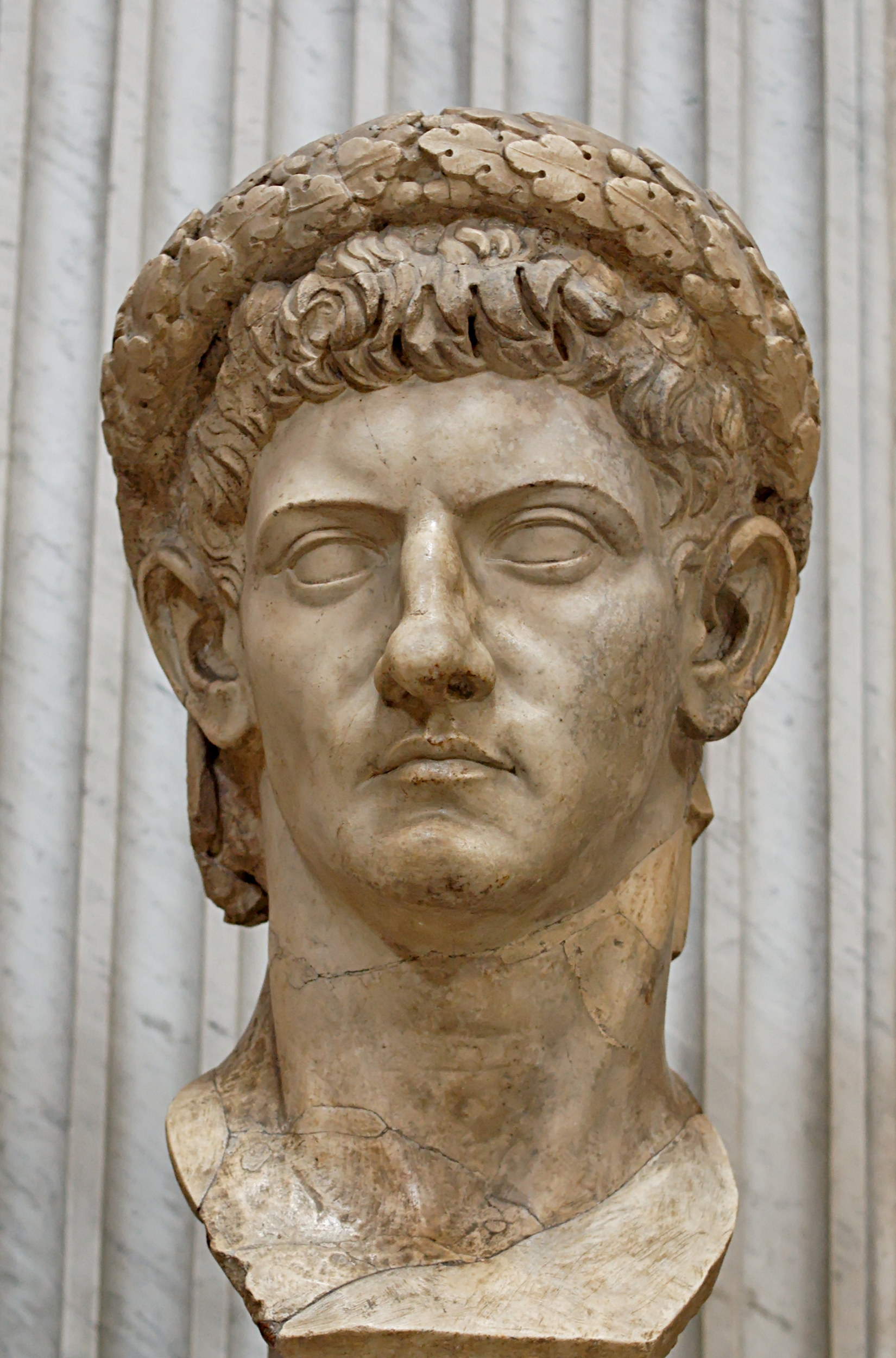
ティベリウス・クラウディウス・ネロ・カエサル・ドルスス
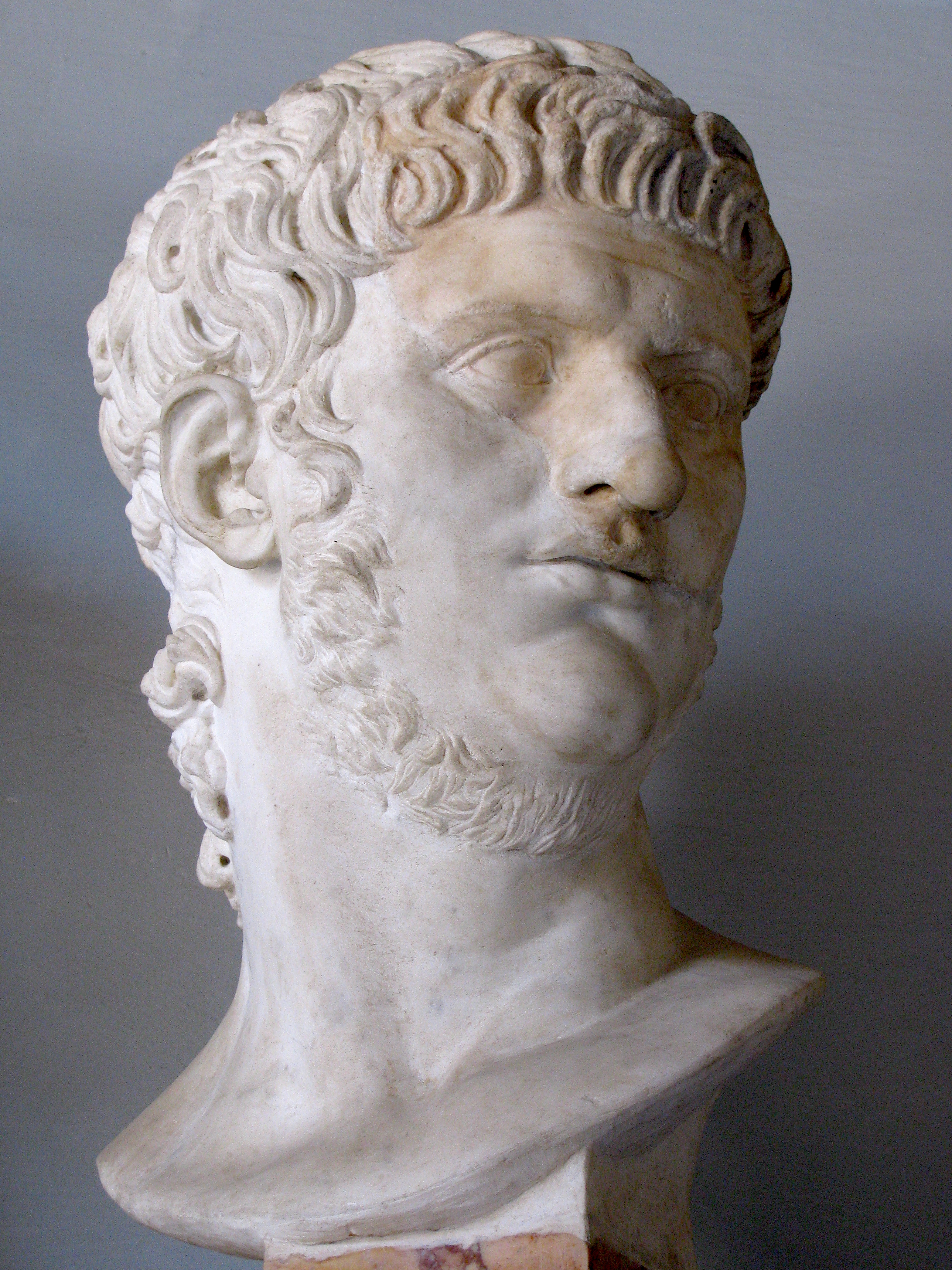
ネロ・クラウディウス・カエサル・アウグストゥス・ゲルマニクス

## 治世

### アウグストゥス
民衆派の指導者として元老院の支配を打倒したオクタウィアヌスは、アウグストゥスと名を改めて事実上の世襲君主による帝政（プリンキパトゥス）を開始した。しかし肝心のアウグストゥス本人が男子に恵まれず、また男子の兄弟もいなかったことから男系子孫による世襲を早い段階で諦め、一人娘の大ユリアと姉の息子マルケッルスをいとこ婚させて、少しでも自身に近い血縁で帝位を独占しようと試みた。
だが、マルケッルスは紀元前23年に食中毒で子を残さずに早世してしまい、アウグストゥスは次に娘を腹心であったアグリッパと再婚させた。今度は3人の男子が生まれたが、長男ガイウス・カエサルは戦死、次男ルキウス・カエサルは早世、そして三男のアグリッパ・ポストゥムスは祖父と対立して追放された。
孫を失った後、アウグストゥスはアグリッパ死後に大ユリアへ3度目の再婚を命じた。今度の相手は自らの後妻リウィア・ドルシッラの連れ子であり、弟大ドルススと並んで優れた軍司令官として知られていたティベリウスであった。ティベリウスと大ユリアは決して良好な間柄ではなく、結婚生活の不調もあってアウグストゥスと敵対したティベリウスは一時期、自発的にロドス島へ亡命生活を送っていた。
しかし、ティベリウスの弟である大ドルススがマルクス・アントニウスの次女小アントニアと結婚して子供（ゲルマニクスとクラウディウス）を得ていたこともあり、「甥の後見人」という立場でポストゥムス追放後にティベリウスを帝位継承者に指名した。

### ティベリウス
西暦14年8月19日、アウグストゥスが病没した時、ティベリウスは既に政治的後継者として権力を引き継いでいたが、残された遺言によって明確に帝位移譲が確かめられた。これにより、帝位はユリウス氏族から外戚となっていたクラウディウス氏族へと移った。
即位時点で既に元老院との不和という問題を抱えていたティベリウスであったが、初期の治世は平穏に進んだ。跡継ぎについてもアウグストゥスの遺言に従って甥のゲルマニクスを指名したが、これは先帝の約束に加えて民衆の人気がゲルマニクスにあったためでもあり、さらに言えばティベリウス自身も実子ドルススより気に入っていた。ゲルマニクスも期待に応え、優れた軍司令官としてゲルマニアでの遠征に勝利を重ね、帝国の英雄として更に人望を高めた。ところがゲルマニクスはシリア滞在中に謎の病死を遂げた。突然の死に、皇帝ティベリウスとシリア総督ピソによる暗殺が疑われている。ともかくこれを契機に、ティベリウスは後継者として実子ドルススを指名することを宣言した。
また治世中期から、次第にティベリウスの治世は苛烈な内容へと変貌し始めた。旧友である近衛隊長セイヤヌスの下に国中で衛兵による取り締まりが行われ、半ば恐怖政治じみた行動によって、帝国は密告と処刑が繰り返される時代を迎えた。反逆罪による逮捕や処刑が日常の様子となり、貴族ら上流階級の人間も例外なく粛清された。さらにティベリウスは帝都を離れてカプリ島に隠棲し、スエトニウスによれば少年少女を集めて乱行騒ぎに明け暮れたという。嗜虐癖のあるティベリウスは戯れに少年の足を護衛兵に折らせて楽しんでいたとも言われているが、スエトニウス以前の書物にはこういった記述が存在せず、スエトニウスのカプリ島の描写に不自然な点があることから、現在ではスエトニウスの創作であるとする説が有力である。
恐怖支配は、ティベリウスのパラノイアが深まるにつれてエスカレートしていったが、それは粛清の実行者であるセイヤヌスの専横を意味した。ティベリウスが帝都を避けてカプリ島に隠棲すると、状況は更に深刻となった。セイヤヌスは皇帝の一族との親類関係を結ぶなど権力を高めていった。だが、隠居していたティベリウスは、元老院に密かに送った書状によってセイヤヌスを捕らえ、一族郎党と共に処刑した。
帝位継承から23年目となる西暦37年3月16日、ティベリウスは77歳で死亡した。恐らくは自然死であろうと見られているが、スエトニウスはカリグラの即位を早めようとした親衛隊長官マクロによって暗殺されたと記述している。

### カリグラ
ティベリウスの死後、新しい皇帝には、本来の予定者であった甥ゲルマニクスの遺児であり、大ユリアの娘である大アグリッピナの子でもあるガイウス・ユリウス・カエサル・アウグストゥス・ゲルマニクスが選ばれた。彼は父方でクラウディウス氏族に属しつつユリウス氏族の母を持っていたことから、「最初のユリウス＝クラウディウス朝の君主」とも呼びうる。アウグストゥス・ゲルマニクスはカリグラという渾名で知られており、多くの歴史家も彼をこの名で呼び分けている。
ティベリウスは生前において、カリグラを継承者とすることにあまり前向きでなかった。しかしカリグラは、父方におけるアウグストゥスの姪小アントニアの血統もさることながら、母大アグリッピナがアウグストゥスの孫娘であった。双方共に女系の縁者ではあるものの、一族内で最もアウグストゥスに近い血統を持つカリグラを後継者にすることは避けがたかった。ティベリウスはかつての自分と同じく条件付きの後継者とし、孫ティベリウス・ゲメッルス（長男ドルススの子）を共同皇帝とするように命じた。カリグラはこれを受け入れたが、いざティベリウスが死ぬと、ただちにゲメッルスを精神錯乱の疑いで帝位継承から排除し、後に暗殺した。
民衆と貴族の双方から憎まれたティベリウスの後ということもあり、カリグラの即位は熱狂的な支持を受けて行われた。しかし後世においても広く知られる大暴政の中で、カリグラは大叔父ティベリウス以上に憎まれる皇帝へと早代わりした。あらゆる人々がカリグラに対する暗殺を試みて、最終的に元老院の意向を受けた近衛隊によって実行された。スエトニウスはその動機が個人的憎悪によるものと記述したが、別の歴史家フラウィウス・ヨセフスは元老院内の共和派の強い後押しがあったのではないかと記述している。
理由はともかく、カッシウス・カエレアらによる実行隊は劇場に向かう途中のカリグラと妻を刺殺し、ゲルマニクスの弟クラウディウスを皇帝に据えた。

### クラウディウス
暴君という君主制の最も大きな弊害を目の当たりにした後も、民衆や元老院は帝政を倒す選択肢を採れなかった。その代わりに近衛兵隊によって、カリグラの叔父でティベリウスにとってもう一人の甥、ゲルマニクスの弟であるクラウディウスが皇帝に推挙された。
帝位継承に関する議論から元々排除されていたことからもわかるように、クラウディウスは病弱で皇帝たりうる能力に欠けるとみなされていた。しかし実際に即位すると、クラウディウスは有能な皇帝であることを示した。彼は多くの政治改革や公共建築の増強を推し進めることで、暴政の痛手から帝国を再建した。さらに外征でも大きな行動を起こし、ガリアからさらに北方にあるブリタニア島を占領して属州ブリタンニアを編成した。生真面目な性格のクラウディウスは元老院や民衆からの支持も安定し、ようやく帝政は安定期を迎えた。一説に彼は、一日に最低でも20以上の命令書を各地に書き送る日々を過ごしていたという。
反面クラウディウスは、私生活という点ではやはりそれまでの皇帝と同じく、不幸に苛まれなければならなかった。彼は生涯に3回の離婚と4度の結婚を繰り返した。晩年に結婚した小アグリッピナは、兄ゲルマニクスの長女であり、先帝カリグラの妹で自らの姪という叔姪婚であった。カリグラ時代から悪名の高かった小アグリッピナは「先帝の妹」という立場を利用して、自らの連れ子である養子ネロを、夫の実子であるブリタンニクスよりも優先して後継者とさせた(ただしブリタンニクスの生母メッサリナの悪評も考慮に入れるべきである)。
クラウディウスが病没すると、新たな皇帝となったネロはブリタンニクスを毒殺した。後に皇帝となるフラウィウス朝のティトゥス帝はブリタンニクスの親友であり、友の毒殺を悼んで自らの治世において記念像を作らせている。
何人かの歴史家は、クラウディウス自身も小アグリッピナに暗殺されたのではないかと伝えている。

### ネロ
西暦54年、クラウディウスの大甥で養子のネロは、わずか17歳という年齢で皇帝に即位した。彼は先帝の実子ではないものの、カリグラの甥であるため、叔父が子を残さず死んだ後は「アウグストゥスに最も血統が近い」という利点を財産として引き継ぐことができた。これは先帝の養子という点を補って余りある利点であり、難航すると思われた帝位承認を大過なくやり過ごすことに繋がった。
即位を果たしたネロは、主に母の小アグリッピナと家庭教師を務めたセネカ、それに近衛隊長ブッルスらの傀儡としての部分が強かった。しかしネロは次第に親政を執り行うようになり、政敵への粛清や弾圧によって歴代皇帝と同じく独裁的な権限を自ら揮い始めた。治世後半にはローマ大火が発生するが、都市の再建と住民の保護政策を実施して、首都住民の動揺を最小限に抑えた。しかし一方で、地方には再建資金のために膨大な重税がかけられ、結局は治世への不満が国内で蓄積されることになる。加えてこの頃には、実母やセネカらとの関係も不穏なものとなり、ブリタンニクスの擁立が謀られるなど険悪な状態にあった。
65年、ブリタンニクス暗殺後に新たな候補としてガイウス・カルプルニウス・ピソを皇帝にしようとする動きが発生したが、事前に発覚して関わっていたセネカら側近が粛清された。しかし活発化した反対運動は収まらず、67年にはガリア・ルグドゥネンシス総督ウィンデクスによる反乱を契機に本格的な内乱に突入した。動乱の中でネロは本国を維持していたが、元老院によって国家の敵と弾劾されるとそれも失われた。
進退窮まったネロは海外に逃走しようと試みるが失敗、使用人エパフロデトの手を借りて自害したという。
ユリウス＝クラウディウス朝の血筋自体は、ネロの死後も大伯母・小ユリア（ネロの祖母大アグリッピナの姉）の系統が生き残っており、その子孫には皇帝ドミティアヌスの妻となるドミティア・ロンギナ、皇帝マルクス・アウレリウス・アントニヌスに反乱を起こして敗死したガイウス・アウィディウス・カッシウスなどがいる。小ユリアの系統は少なくとも5世紀の終わりから6世紀まで存続した。

## 特殊な継承
ユリウス＝クラウディウス朝の皇帝たちは傍系継承を積極的に行ったが、それは「大甥・大叔父」というやや遠い傍系関係である場合が非常に多い。またこの関係には「女系を通じての傍系」（中世以降のヨーロッパでは王朝交代の範疇）も含まれた。これらは他の王朝の継承に比べて特異な慣習といえる。
- 大甥・大叔父の関係
  - 初代皇帝アウグストゥスはカエサル家当主ユリウス・カエサルの大甥（姉の孫、姪の子）であった。
  - 第3代皇帝カリグラは第2代皇帝ティベリウスの大甥（弟の孫、甥の子）であった。
  - 第5代皇帝ネロは第4代皇帝クラウディウスの大甥（兄の孫、姪の子）であった。
    - 継承者間ではないものの、第4代皇帝クラウディウスは初代皇帝アウグストゥスの大甥（姉の孫、姪の子）であった。

その流れから先代・後代の皇帝に限らなければ、甥と叔父も多かった。
- 甥・叔父の関係
  - ティベリウスはクラウディウスの叔父であった。
  - クラウディウスはカリグラの叔父であった。
  - カリグラはネロの叔父であった。

また、そもそも養子関係である場合もあった。
- 甥・叔父の関係
  - 第2代皇帝ティベリウスは初代皇帝アウグストゥスの養子であった。
  - 第5代皇帝ネロは第4代皇帝クラウディウスの養子であった。

こうしたことは、ユリウス＝クラウディウス朝の皇帝たちが常に先帝の直系による男系子孫ではなかったことを示している。男子継承者の不足が基本的な理由ではあるが、ティベリウスとクラウディウスはそれぞれティベリウス・ゲメッルスとブリタンニクスという存在がいたにもかかわらず、帝位を継承できなかった。
ごく一般的な父から息子（あるいは祖父から息子の子）という男系による直系継承が果たせなかったことは、ロバート・グレーヴズの『この私、クラウディウス』に代表されるユリウス＝クラウディウス朝のイメージを決定付けた。つまり、自らの血族すらも貶め殺す、策謀に満ちた権力者の一族という描写である。

## 家系図
|            |            |            |            |                |                |                |                |                     |                     |                     |                     |                     |                     |                |                |                |                |              |              | カエサルの祖父        | カエサルの祖父        | カエサルの祖父        | カエサルの祖父        | カエサルの祖父        | カエサルの祖父        |                    |                    | マルキア              | マルキア              | マルキア              | マルキア              | マルキア              | マルキア              |              |              |                             |                             |                             |                             |                                  |                                  |                                  |                                  |                                  |                                  |                |                |                                  |                                  |                                  |                                  |                                  |                                  |            |            |              |              |              |              |                |                |                |                |                |                |              |              |              |              |
|            |            |            |            |                |                |                |                |                     |                     |                     |                     |                     |                     |                |                |                |                |              |              | カエサルの祖父        | カエサルの祖父        | カエサルの祖父        | カエサルの祖父        | カエサルの祖父        | カエサルの祖父        |                    |                    | マルキア              | マルキア              | マルキア              | マルキア              | マルキア              | マルキア              |              |              |                             |                             |                             |                             |                                  |                                  |                                  |                                  |                                  |                                  |                |                |                                  |                                  |                                  |                                  |                                  |                                  |            |            |              |              |              |              |                |                |                |                |                |                |              |              |              |              |
|            |            |            |            |                |                |                |                |                     |                     |                     |                     |                     |                     |                |                |                |                |              |              |                       |                       |                       |                       |                       |                       |                    |                    |                       |                       |                       |                       |                       |                       |              |              |                             |                             |                             |                             |                                  |                                  |                                  |                                  |                                  |                                  |                |                |                                  |                                  |                                  |                                  |                                  |                                  |            |            |              |              |              |              |                |                |                |                |                |                |              |              |              |              |
|            |            |            |            |                |                |                |                |                     |                     |                     |                     |                     |                     |                |                |                |                |              |              |                       |                       |                       |                       |                       |                       |                    |                    |                       |                       |                       |                       |                       |                       |              |              |                             |                             |                             |                             |                                  |                                  |                                  |                                  |                                  |                                  |                |                |                                  |                                  |                                  |                                  |                                  |                                  |            |            |              |              |              |              |                |                |                |                |                |                |              |              |              |              |
|            |            |            |            | 大マリウス     | 大マリウス     | 大マリウス     | 大マリウス     | 大マリウス          | 大マリウス          |                     |                     | ユリア              | ユリア              | ユリア         | ユリア         | ユリア         | ユリア         |              |              | カエサルの父          | カエサルの父          | カエサルの父          | カエサルの父          | カエサルの父          | カエサルの父          |                    |                    | アウレリア            | アウレリア            | アウレリア            | アウレリア            | アウレリア            | アウレリア            |              |              | セクストゥス・カエサル      | セクストゥス・カエサル      | セクストゥス・カエサル      | セクストゥス・カエサル      | セクストゥス・カエサル           | セクストゥス・カエサル           |                                  |                                  |                                  |                                  |                |                |                                  |                                  |                                  |                                  |                                  |                                  |            |            |              |              |              |              |                |                |                |                |                |                |              |              |              |              |
|            |            |            |            | 大マリウス     | 大マリウス     | 大マリウス     | 大マリウス     | 大マリウス          | 大マリウス          |                     |                     | ユリア              | ユリア              | ユリア         | ユリア         | ユリア         | ユリア         |              |              | カエサルの父          | カエサルの父          | カエサルの父          | カエサルの父          | カエサルの父          | カエサルの父          |                    |                    | アウレリア            | アウレリア            | アウレリア            | アウレリア            | アウレリア            | アウレリア            |              |              | セクストゥス・カエサル      | セクストゥス・カエサル      | セクストゥス・カエサル      | セクストゥス・カエサル      | セクストゥス・カエサル           | セクストゥス・カエサル           |                                  |                                  |                                  |                                  |                |                |                                  |                                  |                                  |                                  |                                  |                                  |            |            |              |              |              |              |                |                |                |                |                |                |              |              |              |              |
|            |            |            |            |                |                |                |                |                     |                     |                     |                     |                     |                     |                |                |                |                |              |              |                       |                       |                       |                       |                       |                       |                    |                    |                       |                       |                       |                       |                       |                       |              |              |                             |                             |                             |                             |                                  |                                  |                                  |                                  |                                  |                                  |                |                |                                  |                                  |                                  |                                  |                                  |                                  |            |            |              |              |              |              |                |                |                |                |                |                |              |              |              |              |
|            |            |            |            |                |                |                |                |                     |                     |                     |                     |                     |                     |                |                |                |                |              |              |                       |                       |                       |                       |                       |                       |                    |                    |                       |                       |                       |                       |                       |                       |              |              |                             |                             |                             |                             |                                  |                                  |                                  |                                  |                                  |                                  |                |                |                                  |                                  |                                  |                                  |                                  |                                  |            |            |              |              |              |              |                |                |                |                |                |                |              |              |              |              |
|            |            |            |            |                |                |                |                | 小マリウス          | 小マリウス          | 小マリウス          | 小マリウス          | 小マリウス          | 小マリウス          |                |                | 小コルネリア   | 小コルネリア   | 小コルネリア | 小コルネリア | 小コルネリア          | 小コルネリア          |                       |                       | ユリウス・カエサル    | ユリウス・カエサル    | ユリウス・カエサル | ユリウス・カエサル | ユリウス・カエサル    | ユリウス・カエサル    |                       |                       | 小ユリア              | 小ユリア              | 小ユリア     | 小ユリア     | 小ユリア                    | 小ユリア                    |                             |                             | アティウス                       | アティウス                       | アティウス                       | アティウス                       | アティウス                       | アティウス                       |                |                |                                  |                                  |                                  |                                  |                                  |                                  |            |            |              |              |              |              |                |                |                |                |                |                |              |              |              |              |
|            |            |            |            |                |                |                |                | 小マリウス          | 小マリウス          | 小マリウス          | 小マリウス          | 小マリウス          | 小マリウス          |                |                | 小コルネリア   | 小コルネリア   | 小コルネリア | 小コルネリア | 小コルネリア          | 小コルネリア          |                       |                       | ユリウス・カエサル    | ユリウス・カエサル    | ユリウス・カエサル | ユリウス・カエサル | ユリウス・カエサル    | ユリウス・カエサル    |                       |                       | 小ユリア              | 小ユリア              | 小ユリア     | 小ユリア     | 小ユリア                    | 小ユリア                    |                             |                             | アティウス                       | アティウス                       | アティウス                       | アティウス                       | アティウス                       | アティウス                       |                |                |                                  |                                  |                                  |                                  |                                  |                                  |            |            |              |              |              |              |                |                |                |                |                |                |              |              |              |              |
|            |            |            |            |                |                |                |                |                     |                     |                     |                     |                     |                     |                |                |                |                |              |              |                       |                       |                       |                       |                       |                       |                    |                    |                       |                       |                       |                       |                       |                       |              |              |                             |                             |                             |                             |                                  |                                  |                                  |                                  |                                  |                                  |                |                |                                  |                                  |                                  |                                  |                                  |                                  |            |            |              |              |              |              |                |                |                |                |                |                |              |              |              |              |
|            |            |            |            |                |                |                |                |                     |                     |                     |                     | 大ポンペイウス      | 大ポンペイウス      | 大ポンペイウス | 大ポンペイウス | 大ポンペイウス | 大ポンペイウス |              |              | ユリア・ カエサリス   | ユリア・ カエサリス   | ユリア・ カエサリス   | ユリア・ カエサリス   | ユリア・ カエサリス   | ユリア・ カエサリス   |                    |                    | オクタウィウス        | オクタウィウス        | オクタウィウス        | オクタウィウス        | オクタウィウス        | オクタウィウス        |              |              | アティア                    | アティア                    | アティア                    | アティア                    | アティア                         | アティア                         |                                  |                                  |                                  |                                  |                |                |                                  |                                  |                                  |                                  |                                  |                                  |            |            |              |              |              |              |                |                |                |                |                |                |              |              |              |              |
|            |            |            |            |                |                |                |                |                     |                     |                     |                     | 大ポンペイウス      | 大ポンペイウス      | 大ポンペイウス | 大ポンペイウス | 大ポンペイウス | 大ポンペイウス |              |              | ユリア・ カエサリス   | ユリア・ カエサリス   | ユリア・ カエサリス   | ユリア・ カエサリス   | ユリア・ カエサリス   | ユリア・ カエサリス   |                    |                    | オクタウィウス        | オクタウィウス        | オクタウィウス        | オクタウィウス        | オクタウィウス        | オクタウィウス        |              |              | アティア                    | アティア                    | アティア                    | アティア                    | アティア                         | アティア                         |                                  |                                  |                                  |                                  |                |                |                                  |                                  |                                  |                                  |                                  |                                  |            |            |              |              |              |              |                |                |                |                |                |                |              |              |              |              |
|            |            |            |            |                |                |                |                |                     |                     |                     |                     |                     |                     |                |                |                |                |              |              |                       |                       |                       |                       |                       |                       |                    |                    |                       |                       |                       |                       |                       |                       |              |              |                             |                             |                             |                             |                                  |                                  |                                  |                                  |                                  |                                  |                |                |                                  |                                  |                                  |                                  |                                  |                                  |            |            |              |              |              |              |                |                |                |                |                |                |              |              |              |              |
|            |            |            |            |                |                |                |                |                     |                     |                     |                     |                     |                     |                |                |                |                |              |              |                       |                       |                       |                       |                       |                       |                    |                    |                       |                       |                       |                       |                       |                       |              |              |                             |                             |                             |                             |                                  |                                  |                                  |                                  |                                  |                                  |                |                |                                  |                                  |                                  |                                  |                                  |                                  |            |            |              |              |              |              |                |                |                |                |                |                |              |              |              |              |
|            |            |            |            | スクリボニア   | スクリボニア   | スクリボニア   | スクリボニア   | スクリボニア        | スクリボニア        |                     |                     | アウグストゥス      | アウグストゥス      | アウグストゥス | アウグストゥス | アウグストゥス | アウグストゥス |              |              | リウィア・ ドルシッラ | リウィア・ ドルシッラ | リウィア・ ドルシッラ | リウィア・ ドルシッラ | リウィア・ ドルシッラ | リウィア・ ドルシッラ |                    |                    | クラウディウス・ ネロ | クラウディウス・ ネロ | クラウディウス・ ネロ | クラウディウス・ ネロ | クラウディウス・ ネロ | クラウディウス・ ネロ |              |              | アントニウス                | アントニウス                | アントニウス                | アントニウス                | アントニウス                     | アントニウス                     |                                  |                                  | 小オクタウィア                   | 小オクタウィア                   | 小オクタウィア | 小オクタウィア | 小オクタウィア                   | 小オクタウィア                   |                                  |                                  |                                  |                                  |            |            |              |              |              |              | 小マルケッルス | 小マルケッルス | 小マルケッルス | 小マルケッルス | 小マルケッルス | 小マルケッルス |              |              |              |              |
|            |            |            |            | スクリボニア   | スクリボニア   | スクリボニア   | スクリボニア   | スクリボニア        | スクリボニア        |                     |                     | アウグストゥス      | アウグストゥス      | アウグストゥス | アウグストゥス | アウグストゥス | アウグストゥス |              |              | リウィア・ ドルシッラ | リウィア・ ドルシッラ | リウィア・ ドルシッラ | リウィア・ ドルシッラ | リウィア・ ドルシッラ | リウィア・ ドルシッラ |                    |                    | クラウディウス・ ネロ | クラウディウス・ ネロ | クラウディウス・ ネロ | クラウディウス・ ネロ | クラウディウス・ ネロ | クラウディウス・ ネロ |              |              | アントニウス                | アントニウス                | アントニウス                | アントニウス                | アントニウス                     | アントニウス                     |                                  |                                  | 小オクタウィア                   | 小オクタウィア                   | 小オクタウィア | 小オクタウィア | 小オクタウィア                   | 小オクタウィア                   |                                  |                                  |                                  |                                  |            |            |              |              |              |              | 小マルケッルス | 小マルケッルス | 小マルケッルス | 小マルケッルス | 小マルケッルス | 小マルケッルス |              |              |              |              |
|            |            |            |            |                |                |                |                |                     |                     |                     |                     |                     |                     |                |                |                |                |              |              |                       |                       |                       |                       |                       |                       |                    |                    |                       |                       |                       |                       |                       |                       |              |              |                             |                             |                             |                             |                                  |                                  |                                  |                                  |                                  |                                  |                |                |                                  |                                  |                                  |                                  |                                  |                                  |            |            |              |              |              |              |                |                |                |                |                |                |              |              |              |              |
|            |            |            |            |                |                |                |                |                     |                     |                     |                     |                     |                     |                |                |                |                |              |              |                       |                       |                       |                       |                       |                       |                    |                    |                       |                       |                       |                       |                       |                       |              |              |                             |                             |                             |                             |                                  |                                  |                                  |                                  |                                  |                                  |                |                |                                  |                                  |                                  |                                  |                                  |                                  |            |            |              |              |              |              |                |                |                |                |                |                |              |              |              |              |
| アグリッパ | アグリッパ | アグリッパ | アグリッパ | アグリッパ     | アグリッパ     |                |                | 大ユリア            | 大ユリア            | 大ユリア            | 大ユリア            | 大ユリア            | 大ユリア            |                |                | ティベリウス   | ティベリウス   | ティベリウス | ティベリウス | ティベリウス          | ティベリウス          |                       |                       | 大ドルスス            | 大ドルスス            | 大ドルスス         | 大ドルスス         | 大ドルスス            | 大ドルスス            |                       |                       | 小アントニア          | 小アントニア          | 小アントニア | 小アントニア | 小アントニア                | 小アントニア                |                             |                             | 大アントニア                     | 大アントニア                     | 大アントニア                     | 大アントニア                     | 大アントニア                     | 大アントニア                     |                |                | L・ドミティウス・ アヘノバルブス | L・ドミティウス・ アヘノバルブス | L・ドミティウス・ アヘノバルブス | L・ドミティウス・ アヘノバルブス | L・ドミティウス・ アヘノバルブス | L・ドミティウス・ アヘノバルブス |            |            | 小マルケッラ | 小マルケッラ | 小マルケッラ | 小マルケッラ | 小マルケッラ   | 小マルケッラ   |                |                | メッサリヌス   | メッサリヌス   | メッサリヌス | メッサリヌス | メッサリヌス | メッサリヌス |
| アグリッパ | アグリッパ | アグリッパ | アグリッパ | アグリッパ     | アグリッパ     |                |                | 大ユリア            | 大ユリア            | 大ユリア            | 大ユリア            | 大ユリア            | 大ユリア            |                |                | ティベリウス   | ティベリウス   | ティベリウス | ティベリウス | ティベリウス          | ティベリウス          |                       |                       | 大ドルスス            | 大ドルスス            | 大ドルスス         | 大ドルスス         | 大ドルスス            | 大ドルスス            |                       |                       | 小アントニア          | 小アントニア          | 小アントニア | 小アントニア | 小アントニア                | 小アントニア                |                             |                             | 大アントニア                     | 大アントニア                     | 大アントニア                     | 大アントニア                     | 大アントニア                     | 大アントニア                     |                |                | L・ドミティウス・ アヘノバルブス | L・ドミティウス・ アヘノバルブス | L・ドミティウス・ アヘノバルブス | L・ドミティウス・ アヘノバルブス | L・ドミティウス・ アヘノバルブス | L・ドミティウス・ アヘノバルブス |            |            | 小マルケッラ | 小マルケッラ | 小マルケッラ | 小マルケッラ | 小マルケッラ   | 小マルケッラ   |                |                | メッサリヌス   | メッサリヌス   | メッサリヌス | メッサリヌス | メッサリヌス | メッサリヌス |
|            |            |            |            |                |                |                |                |                     |                     |                     |                     |                     |                     |                |                |                |                |              |              |                       |                       |                       |                       |                       |                       |                    |                    |                       |                       |                       |                       |                       |                       |              |              |                             |                             |                             |                             |                                  |                                  |                                  |                                  |                                  |                                  |                |                |                                  |                                  |                                  |                                  |                                  |                                  |            |            |              |              |              |              |                |                |                |                |                |                |              |              |              |              |
|            |            |            |            |                |                |                |                |                     |                     |                     |                     |                     |                     |                |                |                |                |              |              |                       |                       |                       |                       |                       |                       |                    |                    |                       |                       |                       |                       |                       |                       |              |              |                             |                             |                             |                             |                                  |                                  |                                  |                                  |                                  |                                  |                |                |                                  |                                  |                                  |                                  |                                  |                                  |            |            |              |              |              |              |                |                |                |                |                |                |              |              |              |              |
|            |            |            |            | 大アグリッピナ | 大アグリッピナ | 大アグリッピナ | 大アグリッピナ | 大アグリッピナ      | 大アグリッピナ      |                     |                     |                     |                     |                |                |                |                |              |              | ゲルマニクス          | ゲルマニクス          | ゲルマニクス          | ゲルマニクス          | ゲルマニクス          | ゲルマニクス          |                    |                    | クラウディウス        | クラウディウス        | クラウディウス        | クラウディウス        | クラウディウス        | クラウディウス        |              |              |                             |                             |                             |                             | G・ドミティウス・ アヘノバルブス | G・ドミティウス・ アヘノバルブス | G・ドミティウス・ アヘノバルブス | G・ドミティウス・ アヘノバルブス | G・ドミティウス・ アヘノバルブス | G・ドミティウス・ アヘノバルブス |                |                | ドミティア ・レピダ              | ドミティア ・レピダ              | ドミティア ・レピダ              | ドミティア ・レピダ              | ドミティア ・レピダ              | ドミティア ・レピダ              |            |            |              |              |              |              | バルバトゥス   | バルバトゥス   | バルバトゥス   | バルバトゥス   | バルバトゥス   | バルバトゥス   |              |              |              |              |
|            |            |            |            | 大アグリッピナ | 大アグリッピナ | 大アグリッピナ | 大アグリッピナ | 大アグリッピナ      | 大アグリッピナ      |                     |                     |                     |                     |                |                |                |                |              |              | ゲルマニクス          | ゲルマニクス          | ゲルマニクス          | ゲルマニクス          | ゲルマニクス          | ゲルマニクス          |                    |                    |                       | クラウディウス        | クラウディウス        | クラウディウス        | クラウディウス        | クラウディウス        |              |              |                             |                             |                             |                             | G・ドミティウス・ アヘノバルブス | G・ドミティウス・ アヘノバルブス | G・ドミティウス・ アヘノバルブス | G・ドミティウス・ アヘノバルブス | G・ドミティウス・ アヘノバルブス | G・ドミティウス・ アヘノバルブス |                |                | ドミティア ・レピダ              | ドミティア ・レピダ              | ドミティア ・レピダ              | ドミティア ・レピダ              | ドミティア ・レピダ              | ドミティア ・レピダ              |            |            |              |              |              |              | バルバトゥス   | バルバトゥス   | バルバトゥス   | バルバトゥス   | バルバトゥス   | バルバトゥス   |              |              |              |              |
|            |            |            |            |                |                |                |                |                     |                     |                     |                     |                     |                     |                |                |                |                |              |              |                       |                       |                       |                       |                       |                       |                    |                    |                       |                       |                       |                       |                       |                       |              |              |                             |                             |                             |                             |                                  |                                  |                                  |                                  |                                  |                                  |                |                |                                  |                                  |                                  |                                  |                                  |                                  |            |            |              |              |              |              |                |                |                |                |                |                |              |              |              |              |
|            |            |            |            |                |                |                |                |                     |                     |                     |                     |                     |                     |                |                |                |                |              |              |                       |                       |                       |                       |                       |                       |                    |                    |                       |                       |                       |                       |                       |                       |              |              |                             |                             |                             |                             |                                  |                                  |                                  |                                  |                                  |                                  |                |                |                                  |                                  |                                  |                                  |                                  |                                  |            |            |              |              |              |              |                |                |                |                |                |                |              |              |              |              |
|            |            |            |            | カエソニア     | カエソニア     | カエソニア     | カエソニア     | カエソニア          | カエソニア          |                     |                     | カリグラ            | カリグラ            | カリグラ       | カリグラ       | カリグラ       | カリグラ       |              |              | 小アグリッピナ        | 小アグリッピナ        | 小アグリッピナ        | 小アグリッピナ        | 小アグリッピナ        | 小アグリッピナ        |                    |                    |                       |                       |                       |                       |                       |                       |              |              |                             |                             |                             |                             |                                  |                                  |                                  |                                  |                                  |                                  |                |                |                                  |                                  |                                  |                                  |                                  |                                  | メッサリナ | メッサリナ | メッサリナ   | メッサリナ   | メッサリナ   | メッサリナ   |                |                |                |                |                |                |              |              |              |              |
|            |            |            |            | カエソニア     | カエソニア     | カエソニア     | カエソニア     | カエソニア          | カエソニア          |                     |                     | カリグラ            | カリグラ            | カリグラ       | カリグラ       | カリグラ       | カリグラ       |              |              | 小アグリッピナ        | 小アグリッピナ        | 小アグリッピナ        | 小アグリッピナ        | 小アグリッピナ        | 小アグリッピナ        |                    |                    |                       |                       |                       |                       |                       |                       |              |              |                             |                             |                             |                             |                                  |                                  |                                  |                                  |                                  |                                  |                |                |                                  |                                  |                                  |                                  |                                  |                                  | メッサリナ | メッサリナ | メッサリナ   | メッサリナ   | メッサリナ   | メッサリナ   |                |                |                |                |                |                |              |              |              |              |
|            |            |            |            |                |                |                |                |                     |                     |                     |                     |                     |                     |                |                |                |                |              |              |                       |                       |                       |                       |                       |                       |                    |                    |                       |                       |                       |                       |                       |                       |              |              |                             |                             |                             |                             |                                  |                                  |                                  |                                  |                                  |                                  |                |                |                                  |                                  |                                  |                                  |                                  |                                  |            |            |              |              |              |              |                |                |                |                |                |                |              |              |              |              |
|            |            |            |            |                |                |                |                |                     |                     |                     |                     |                     |                     |                |                |                |                |              |              |                       |                       |                       |                       |                       |                       |                    |                    |                       |                       |                       |                       |                       |                       |              |              |                             |                             |                             |                             |                                  |                                  |                                  |                                  |                                  |                                  |                |                |                                  |                                  |                                  |                                  |                                  |                                  |            |            |              |              |              |              |                |                |                |                |                |                |              |              |              |              |
|            |            |            |            |                |                |                |                | ユリア・ ドルシッラ | ユリア・ ドルシッラ | ユリア・ ドルシッラ | ユリア・ ドルシッラ | ユリア・ ドルシッラ | ユリア・ ドルシッラ |                |                |                |                |              |              |                       |                       |                       |                       |                       |                       |                    |                    | ネロ                  | ネロ                  | ネロ                  | ネロ                  | ネロ                  | ネロ                  |              |              | クラウディア・ オクタウィア | クラウディア・ オクタウィア | クラウディア・ オクタウィア | クラウディア・ オクタウィア | クラウディア・ オクタウィア      | クラウディア・ オクタウィア      |                                  |                                  | ブリタンニクス                   | ブリタンニクス                   | ブリタンニクス | ブリタンニクス | ブリタンニクス                   | ブリタンニクス                   |                                  |                                  |                                  |                                  |            |            |              |              |              |              |                |                |                |                |                |                |              |              |              |              |
|            |            |            |            |                |                |                |                | ユリア・ ドルシッラ | ユリア・ ドルシッラ | ユリア・ ドルシッラ | ユリア・ ドルシッラ | ユリア・ ドルシッラ | ユリア・ ドルシッラ |                |                |                |                |              |              |                       |                       |                       |                       |                       |                       |                    |                    | ネロ                  | ネロ                  | ネロ                  | ネロ                  | ネロ                  | ネロ                  |              |              | クラウディア・ オクタウィア | クラウディア・ オクタウィア | クラウディア・ オクタウィア | クラウディア・ オクタウィア | クラウディア・ オクタウィア      | クラウディア・ オクタウィア      |                                  |                                  | ブリタンニクス                   | ブリタンニクス                   | ブリタンニクス | ブリタンニクス | ブリタンニクス                   | ブリタンニクス                   |                                  |                                  |                                  |                                  |            |            |              |              |              |              |                |                |                |                |                |                |              |              |              |              |

- アウグストゥス（紀元前27年 - 紀元14年）
- ティベリウス（14年 - 37年）
- カリグラ（ガイウス）（37年 - 41年）
- クラウディウス（41年 - 54年）
- ネロ（54年 - 68年）

## 資料
- Matyszak, Philip. The Sons of Caesar: Imperial Rome's First Dynasty. London: Thames & Hudson, 2006 (hardcover, ISBN 0-500-25128-2).
- Anthony Kamm, The Romans an Introduction
- Suetonius, The Lives of the twelve Caesars: http://www.fordham.edu/halsall/ancient/suetonius-index.html
- Anthony A. Barrett, Agrippina : sex, power, and politics in the early Empire
- Lecture and notes from CLCV 1003A (Classical Roman Civilization); Carleton University
- Wood, Susan, "The Incredible, Vanishing Wives of Nero," - ウェイバックマシン（2006年6月23日アーカイブ分）
- Holztrattner, Franz, Poppaea Neronis Potens: Studien zu Poppaea Sabina, Berger & Sohne: Graz-Horn, 1995
- N.A. "Octavia," tragedy preserved with the writings of Seneca.
- Tacitus, Annals.
- Robert Graves,  I, Claudius
- Robert Graves,  Claudius the god

### 引用
1. ↑  Brill's New Pauly, "Julio-Claudian emperors"
2. ↑  Tacitus Annals I.1